# Страфорд (линейный корабль)
«Страфорд» (до покупки «Виндфорд» англ. Wintworth) — парусный линейный корабль Балтийского флота России.

## Описание корабля
Парусный линейный корабль 4 ранга, длина судна по сведениям из различных источников составляла от 31,6 до 31,7 метра, ширина от 8,5 до 8,53 метров, а осадка от 3,5 до 3,66 метра. Первоначальное вооружение судна составляли 46 орудий, включавших 9-фунтовые, 6-фунтовые и 3-фунтовые пушки, но к 1714 году вооружение сократилось до тринадцати 8-фунтовых и двадцати 6-фунтовых пушек.

## История службы
Корабль «Виндфорд» был куплен Ф. С. Салтыковым в 1712 году в Англии и под именем «Страфорд» вошёл в состав Балтийского флота России. 1 (12) июня 1713 года корабль пришёл в Ревель. 
Принимал участие в Северной войне. В 1713 и 1714 годах выходил в крейсерские плавания в Финский залив в составе эскадры. С августа 1715 года по июль 1716 года совершал плавания в Англию, Голландию и Германию для доставки в Россию закупленных там предметов вооружения для строящихся судов, гребных судов и около 400 нанятых специалистов. В 1717 году был переоборудован и использовался в качестве госпитального корабля, в 1727 году переделан в брандер.
В 1732 году брандер был разобран.

## Командиры корабля
Командирами корабля «Страфорд» в разное время служили:
- И. А. Сенявин (1713 год).
- П. Нильсон (1714 год).
- Н. А. Сенявин (с 1715 года до июля 1716 года)
- М. Блок (с июля 1716 год)
- Л. К. Берх (1717 год).